# Barry Keoghan
Barry Keoghan (n. 18 octombrie 1992, Summerhill⁠(d), Leinster⁠(d), Irlanda) este un actor irlandez. A câștigat numeroase premii pentru cariera sa, inclusiv un premiu BAFTA.

## Filmografie

### Film
| An   | Titlu                              | Rol              | Observații      | Referințe     |
| ---- | ---------------------------------- | ---------------- | --------------- | ------------- |
| 2011 | Stand Up                           | Stand up Bully   | scurtmetraj     |               |
| 2011 | Between the Canals                 | Aido             |                 |               |
| 2012 | Stalker                            | Tommy            |                 |               |
| 2012 | King of the Travellers             | Young Dublin Lad |                 |               |
| 2013 | Wasted                             | Ben              | scurtmetraj     |               |
| 2013 | Life's a Breeze                    | Pizza Guy        |                 |               |
| 2013 | Stay                               | Sean Meehan      |                 |               |
| 2014 | '71                                | Sean Bannon      |                 | [ 8 ]         |
| 2014 | Standby                            | Crusty           |                 |               |
| 2014 | North                              | Aaron            | scurtmetraj     |               |
| 2015 | Norfolk                            | Boy              |                 | [ 9 ] [ 10 ]  |
| 2015 | Traders                            | Ken              |                 |               |
| 2015 | The Break                          | Sean             | scurtmetraj     |               |
| 2016 | Mammal                             | Joe              |                 | [ 11 ] [ 12 ] |
| 2016 | Trespass Against Us                | Windows          |                 | [ 13 ] [ 14 ] |
| 2016 | Candy Floss                        | Shane            | scurtmetraj     | [ 15 ]        |
| 2017 | Light Thereafter                   | Pavel            |                 | [ 16 ]        |
| 2017 | The Killing of a Sacred Deer       | Martin Lang      |                 | [ 11 ]        |
| 2017 | Dunkirk                            | George Mills     |                 | [ 11 ]        |
| 2018 | American Animals                   | Spencer Reinhard |                 | [ 17 ]        |
| 2018 | Black '47                          | Hobson           |                 | [ 18 ]        |
| 2019 | Calm With Horses                   | Dymphna          |                 | [ 19 ]        |
| 2021 | The Green Knight                   | Scavenger        |                 | [ 20 ]        |
| 2021 | Eternals                           | Druig            |                 | [ 21 ]        |
| 2022 | The Batman                         | The Joker        | Cameo           | [ 22 ]        |
| 2022 | The Banshees of Inisherin          | Dominic Kearney  |                 | [ 23 ]        |
| 2023 | Saltburn                           | Oliver Quick     |                 | [ 24 ] [ 25 ] |
| TBA  | Bring Them Down †                  | Jack             | Post-production | [ 26 ]        |
| TBA  | Untitled Trey Edward Shults film † | TBA              | Post-production | [ 27 ] [ 28 ] |
| TBA  | Bird †                             | TBA              | Filming         | [ 29 ] [ 30 ] |

### Televiziune
| An   | Titlu               | Rol                | Note       |
| ---- | ------------------- | ------------------ | ---------- |
| 2011 | Fair City           | Dave Donoghue      | 3 episoade |
| 2013 | Jack Taylor: Priest | Hoodie 1           | Film TV    |
| 2013 | Love/Hate           | Wayne              | 6 episoade |
| 2016 | Rebellion           | Cormac McDevitt    | 4 episoade |
| 2019 | Chernobyl           | Pavel              | 2 episoade |
| 2023 | Top Boy             | Jonny              | 3 episoade |
| 2024 | Masters of the Air  | Lt. Curtis Biddick | Miniserie  |